# Linvoy Primus
Linvoy Stephen Primus (født 14. september 1973 i London, England) er en tidligere engelsk fodboldspiller, der spillede som midterforsvarer. hos Premier League-klubben Portsmouth F.C. Han var på klubplan tilknyttet Charlton Athletic, Barnet F.C., Portsmouth F.C. og Reading F.C.
Primus var i 2008 med til at vinde FA Cuppen med Portsmouth F.C., men spillede på grund af skadesproblemer dog ikke meget i turneringen. 

## Titler
FA Cup
- 2008 med Portsmouth F.C.